# وژپلی پدینجرو
وژپلی پدینجرو (به انگلیسی: Vazhappally Padinjaru) یک روستا در هند است که در کرالا واقع شده‌است.

## خصوصیات
وژپلی پدینجرو ۱۰٬۸۴۹ نفر جمعیت دارد.